# Commodity frontiers
S'anomena commodity frontiers (literalment, fronteres de mercaderies) a aquells espais limítrofs que separen zones geogràfiques on es duen a terme activitats econòmiques diferenciades: l'un, caracteritzat per la lògica i pràctiques capitalistes i, l'altre, en el que aquestes han deixat de ser-hi presents o que encara no s'hi han desenvolupat. Utilitzat com a concepte d'anàlisi en diverses disciplines de ciències socials com l'Ecologia Política o l'Economia Ambiental, permet pensar sobre les maneres en què el sistema socio-econòmic capitalista mobilitza i transforma recursos encarats a l'acumulació de capital i a la creació de plusvàlua, ja siguin matèries primeres, força de treball o formes no hegemòniques de producció de coneixement i capital cultural.

## Explicació i conceptes relacionats
Segons la Barcelona School of Ecological Economics and Political Ecology, es defineixen les commodity frontiers com la ubicació geogràfica a partir de la qual té lloc l'extracció i explotació de matèries primeres com poden ser petroli, minerals, biomassa, etc. Es tracta d'un procés necessari per satisfer la demanda de les economies industrialitzades, associada a l'augment del metabolisme social, i que comporta degradació i conflictes socials i ambientals. Entenent les fronteres com llocs on el poder és exercit i a través de les quals es poden teixir noves estratègies per treure'n profit, es veu com el capitalisme no té només fronteres, sinó que existeix a través d'aquestes.
L'expansió geogràfica de les pràctiques capitalistes a través de noves fronteres està estretament relacionada amb el concepte d'acumulació per despossessió, de Harvey, en tant que aquest desplaçament cap a zones desproveïdes de pràctiques capitalistes impliquen necessàriament una transformació radical de les realitats socioecològiques i socials, tot produint un creixent nombre de béns i serveis que s'incorporen a les xarxes globals de distribució i intercanvi d'aquests. Aquesta transformació implica un exercici explícit de poder, el qual actua de manera unidireccional i s'imposa des de consells d'administració instal·lats en capitals financeres, lluny de l'abast de les conseqüències humanes i ambientals de l'acumulació a través de la despossessió.
Així doncs, es pot argumentar que durant el desenvolupament i assentament del capitalisme com a model socioeconòmic hegemònic a nivell global, les fronteres – literals i metafòriques – han estat un focus important tant d'activitat extractiva i especulativa com de tensions i conflictes amb altres cosmovisions en disputa amb aquest sistema imperant. Des d'aquesta perspectiva, una frontera es un espai on les crisis propicien noves estratègies encarades a la recerca i obtenció de benefici econòmic.
Un dels processos que és imprescindible per aquesta expansió i reproducció és l'enclosure. Encerclant i privatitzant espais que han sigut històricament procomuns, s'ha separat les persones que utilitzaven els espais i els béns que s'hi produïen dels propietaris, seguint la lògica del capitalisme de separar els productors dels mitjans de producció. Com a conseqüència, la subsistència de les persones afectades es veu alterada, així com també l'estructura socioeconòmica de la zona. Per tant, no només es tracta de processos que afecten al medi ambient i als diferents recursos naturals, sinó també al coneixement i la cultura.
Tot i que pot ser un procés que es dugui a terme de manera conscient, també pot ser una conseqüència d'un procés d'acumulació. El terme acumulació per despossessió fa referència a integrar dins del mercat àmbits que fins aleshores havien estat exclosos. Segons David Harvey, aquest procés va ser clau per abandonar el feudalisme i assentar les bases del capitalisme, que té com a objectiu obtenir els màxims beneficis amb el mínim cost possible.
Perquè això sigui possible, el sistema actual necessita proveir-se de tot el que necessita a un cost baix, com bé expliquen Raj Patel i Jason W. Moore al seu llibre A history of the world in Seven Cheap Things. L'autor defensa que tot el que els humans produeixen és coproduït amb la resta de la natura, des de menjar i roba fins a cases, carreteres i dispositius electrònics. Per tant, no es tracta només d'un sistema econòmic sinó d'una manera d'organitzar les relacions entre els humans i la resta de la natura.
L'exemple que es fa servir al llibre per explicar el baix cost del que necessita el capitalisme és la producció de pollastres als Estats Units.
- Mà d'obra: per cada dollar que s'inverteix, els treballadors i treballadores reben 2 cèntims
- Cures: com a conseqüència dels moviments repetitius que caracteritzen la feina relacionada amb el sector, els treballadors i treballadores pateixen lesions físiques i han de confiar en la seva família i d'altres xarxes de suport per recuperar-se.
- Menjar: el menjar que es produeix en aquest tipus d'indústria acaba omplint molts estòmacs a preus molt baixos.
- Energia: per mantenir l'altra producció, els pollastres viuen en grans naus industrials que necessiten molta energia per mantenir-los i, com que es volen seguir mantenint els costos baixos, es fa servir la font d'energia més barata (normalment el propà)
- Diners: facilitat per obtenir els permisos i el que es necessita per mantenir aquest tipus d'explotació privada
- Vides: normalment, la gent que treballa en aquesta indústria son dones, gent colonitzada, gent de classe econòmica baixa i immigrants.

La capacitat del capital, doncs, d'expandir les seves fronteres i actuar sobre nous territoris es recolza fonamentalment en la distinció global entre països del primer i del tercer món; aquesta tecnologia discursiva, com diria Michel Foucault, no es queda en l'esfera del llenguatge i de les construccions simbòliques de les diferents societats, sinó que és utilitzada com a premissa d'unes pràctiques concretes i té, a la vegada, conseqüències econòmiques, polítiques i culturals concretes. Les fronteres de recursos, orientats a transformar-los en productes de consum, creixen on empreses i estats han sigut capaços de desacoblar la natura de les seves prèvies ecologies i significats, convertint-los en productes primaris dins la lògica d'explotació capitalista. Aquestes fronteres s'expandeixen quan en una altra zona d'extracció els beneficis són inferiors als costos que suposa l'activitat extractiva, i d'aquesta manera les fronteres de mercaderies estan sempre en moviment.
Per altra banda, no són només recursos naturals els que es entre en l'equació d'aquesta expansió econòmica; aquesta va de la mà de la mobilització de mà d'obra barata, normalment de poblacions locals d'allà on es genera la nova activitat econòmica, les quals adopten una relació de dependència amb les polítiques econòmiques extractivistes i d'exportació, i pateixen una transformació radical de les anterior formes de socialització, producció econòmica i reproducció social del grup.